# Doe Castle
Doe Castle  ou Caisleán na dTuath, sur la Sheephaven Bay (Guan na gCaorach) près de Creeslough, Comté de Donegal,  Irlande, a été historiquement un bastion du clan Suibhne. 
Son architecture est similaire à celle de la maison-tour écossaise. 
Construit au XVIe siècle, il est l'un des forts les mieux conservés dans le nord-ouest de l'Irlande. 
C'est ici que Owen Roe O'Neill a débarqué en 1642 avec 160 vétérans irlandais pour diriger l'armée confédérée irlandaise pendant les guerres des Trois Royaumes. En 1650 le château a été repris par le gouverneur de Derry, Charles Coote. Après plusieurs changements de possession, il a été occupé jusqu'en 1843 par George Vaughan Harte et sa famille.

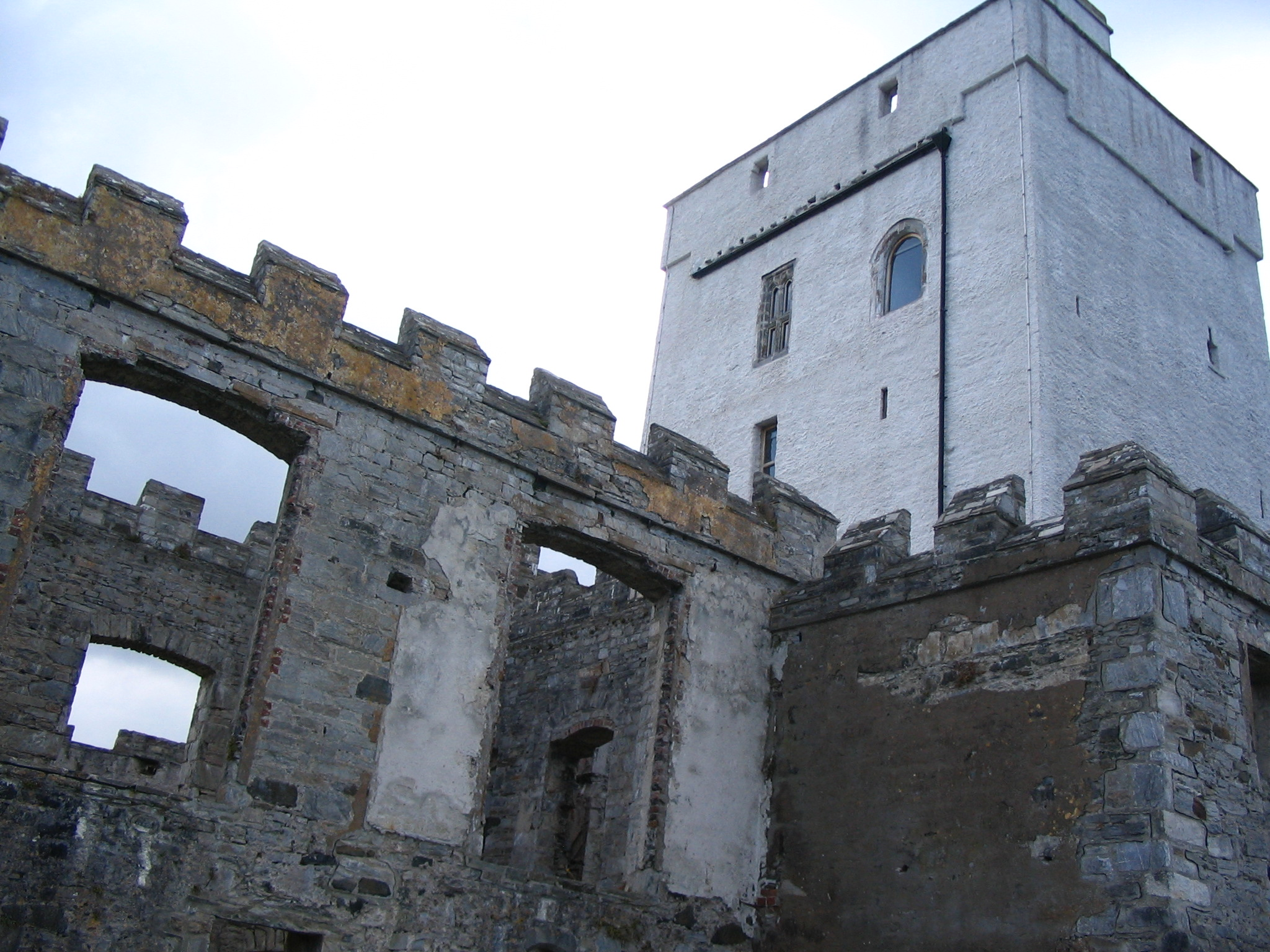
Donjon carré - XVIe siècle